# نشوى أبو الحسن عيسى
نشوى أبو الحسن عيسى (1980 -) فيزيائية جسيمات نانوية من السودان. أستاذ مساعد الفيزياء بجامعة النيلين بالخرطوم.

## مؤهلات علمية
حصلت عيسى على شهادة البكالوريوس في الفيزياء من جامعة الخرطوم عام 2004. وحصلت على ماجستير العلوم في تقنية النانو وفيزياء المواد من جامعة لينشوبينغ السويدية في عام 2007. تعمل كمحاضر وأستاذ مساعد في الفيزياء بجامعة النيلين منذ عام 2007. حصلت على درجة الدكتوراه من جامعة نيلسون مانديلا متروبوليتان (NMMU) في عام 2012. ومنذ عام 2013، تسعى للحصول على زمالة ما بعد الدكتوراه في بصريات النانو في نفس الجامعة.

## حياة مهنية
أسست منظمة المرأة السودانية في العلوم غير الحكومية في عام 2013 وهي عضو في منظمة العالم الثالث للمرأة في العلوم لمعهد جنوب أفريقيا للفيزياء في العالم النامي.
في عام 2015، فازت بجائزة Elsevier Foundation للعلماء من النساء في سن العمل المبكر في العالم النامي. وقد اعترفت الجائزة بأبحاثها حول تقليل تراكم الأغشية على سطح أشباه الموصلات عالية السرعة.
تشارك في تطوير هياكل الأنابيب النانوية والجسيمات النانوية من أكسيد التيتانيوم. كما أنها تشارك في مشاريع لتطوير طرق لتقسيم جزيئات الماء لجمع الهيدروجين وتعقيم المياه بالإشعاع الشمسي.
وهي مؤسس ورئيس منظمة الباحثات السودانيات في العلوم، ورُشِّحَت لمنصب نائب رئيس الدول العربية لمنظمة العالم الثالث للمرأة في العلوم